# Büttel (Szlezwik-Holsztyn)
Büttel – miejscowość i gmina w Niemczech, w kraju związkowym Szlezwik-Holsztyn, w powiecie Steinburg, wchodzi w skład urzędu Wilstermarsch.

## Osoby urodzone w Büttel
- Elfriede Kaun – lekkoatletka